# Mairie-lavoir de Beaujeu
La mairie-lavoir de Beaujeu est un bâtiment communal situé à Beaujeu-Saint-Vallier-Pierrejux-et-Quitteur, dans le département français de la Haute-Saône. Il a été conçu pour servir en même temps de mairie et de lavoir par l'architecte Louis Moreau.

## Histoire
Le bâtiment est construit en 1828 d'après les plans de Louis Moreau, architecte de la Haute-Saône.
Les façades, toiture et le lavoir font l’objet d’une inscription au titre des monuments historiques depuis le 8 juin 1979.

## Description

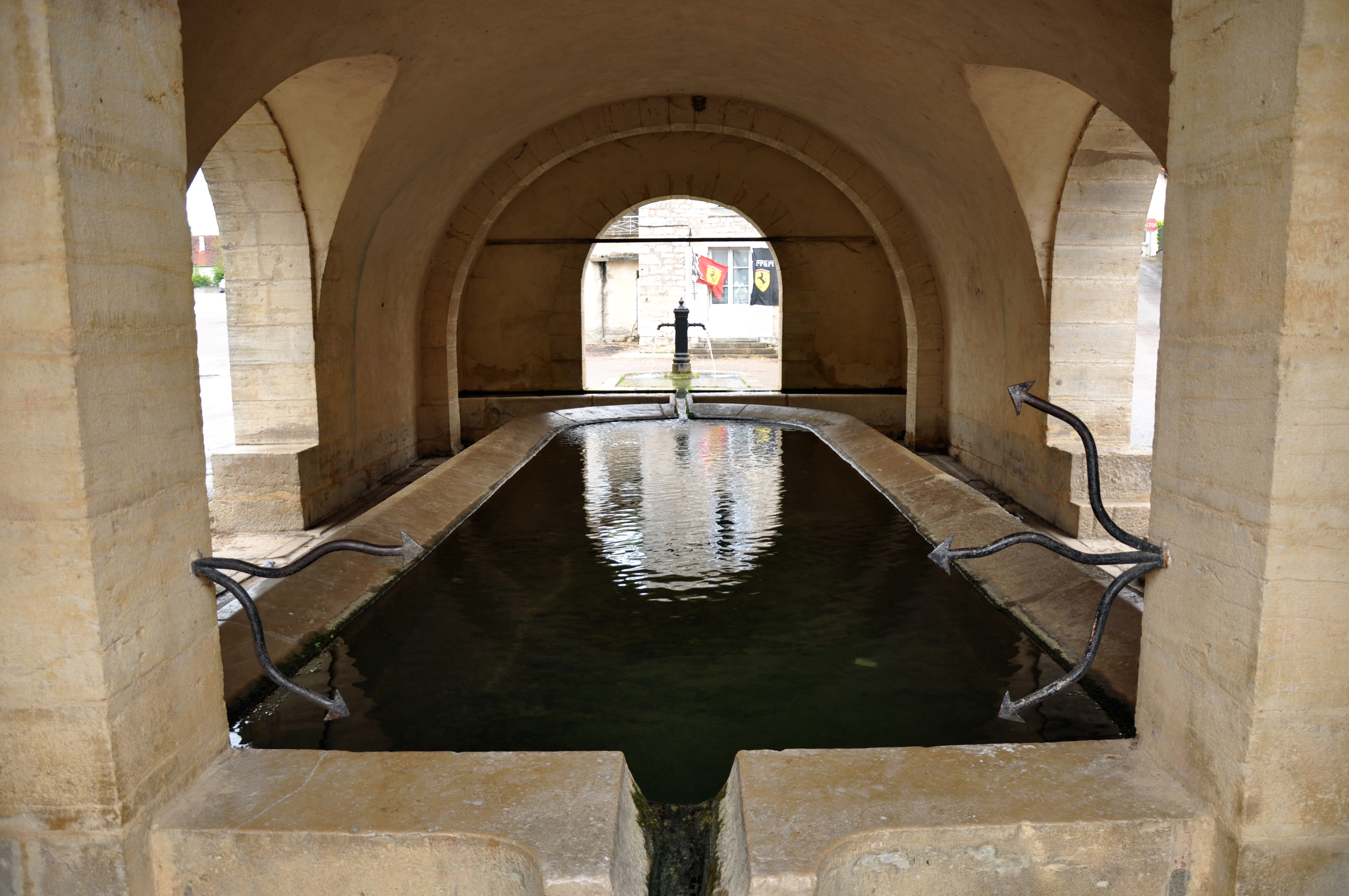
Le lavoir à bassin central, au rez-de-chaussée.

L'édifice s'inspire des maisons de plaisance italienne (casina) de la Renaissance, avec un escalier monumental montant à l'étage noble au-dessus des communs du rez-de-chaussée, ici remplacés par un lavoir.
L'architecte avait initialement prévu un balcon de tuiles creuses (remplacé par une balustrade en pierre) et un toit-terrasse, supprimés dans l'état final afin de se rapprocher du style local.
Le lavoir comprend quatre bassins : puisoir, abreuvoir, rinçoir, lavoir.

### Sources
1. ↑  Plan original reproduit sur le site Racines comtoises
2. ↑  Notice no PA00102118, sur la plateforme ouverte du patrimoine, base Mérimée, ministère français de la Culture